# Congreso de Aquisgrán (1818)

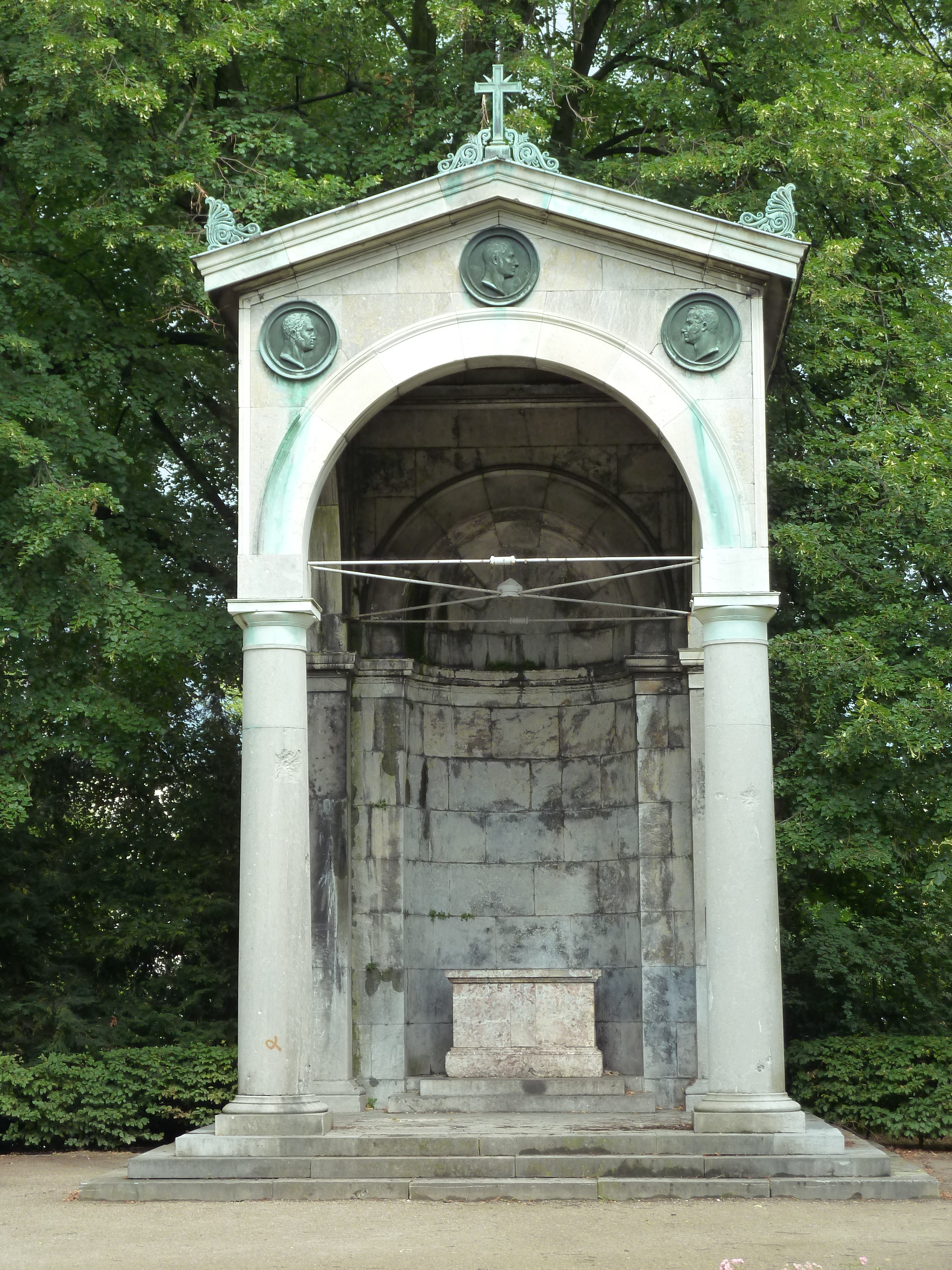
Monumento conmemorativo del Congreso en Aquisgrán

El Congreso de Aquisgrán, también denominado de Aix-la-Chapelle (topónimo en francés de Aquisgrán), fue una reunión diplomática de alto nivel celebrada en la ciudad del mismo nombre entre el 29 de septiembre y el 21 de noviembre de 1818 entre Francia y las cuatro naciones victoriosas de las guerras napoleónicas: Reino Unido, Austria, Prusia y Rusia, que formaban la Cuádruple Alianza. La finalidad de esta alianza era garantizar el mantenimiento del orden absolutista y reprimir cualquier intento de alterar la situación política de la Europa de la Restauración. De esta forma surge la llamada Europa de los Congresos, que preveía la celebración periódica de conferencias tendientes a mantener la paz y hacer respetar los intereses comunes de los signatarios.
En el Congreso de Aquisgrán, primero tras el de Viena, la coalición decide retirar las tropas de ocupación de Francia e incorporarla a la misma, formando la denominada pentarquía. También se renegociaron las reparaciones de guerra. Produjo un acuerdo amistoso, en el que Francia refinanció su deuda de reparación y los Aliados en unas pocas semanas retiraron todas sus tropas.
Formó parte de una serie de conferencias en el Concierto de Europa. Al de Aquisgrán le siguieron los congresos de Troppau (1820), Liubliana (1821) (que autorizó la intervención austriaca en Italia) y Verona (1822) (que supuso la intervención en España de un ejército denominado los Cien Mil Hijos de San Luis con el fin de terminar con el Trienio liberal y restaurar en el absolutismo a Fernando VII).

## Representantes oficiales
El congreso, convocado en Aquisgrán para el 1.º de octubre, y su primera sesión contó con la presencia del emperador Alejandro I de Rusia, el emperador Francisco I de Austria, y Federico Guillermo III de Prusia.
El Reino Unido estuvo representado por Lord Castlereagh y el duque de Wellington, Austria por el príncipe Metternich, Rusia por los condes Capo d'Istria y Nesselrode, Prusia por el príncipe de Hardenberg y el conde de Bernstorff. El duque de Richelieu, por favor de los Aliados, estuvo presente en nombre de Francia. El representante francés, duque de Richelieu, tuvo éxito al lograr que Francia fuese admitido como un compañero de discusión pleno en el sistema de congresos europeo y la posición de Francia como potencia europea quedó restaurada. Miembros de la dinastía de banqueros Rothschild estuvieron también muy implicados en el congreso.

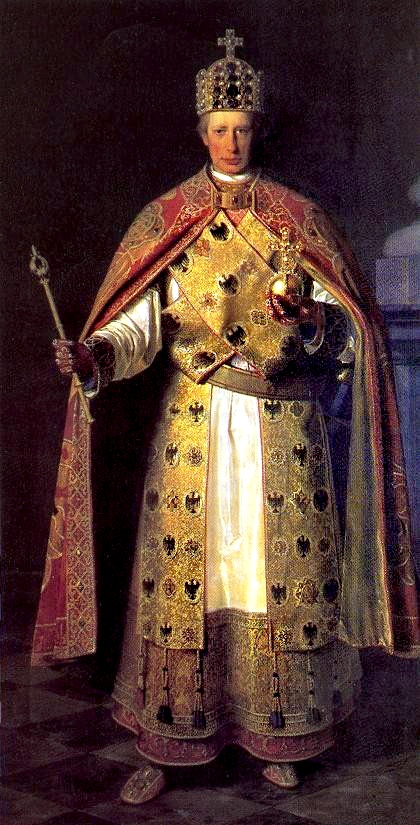
Francisco II de Austria
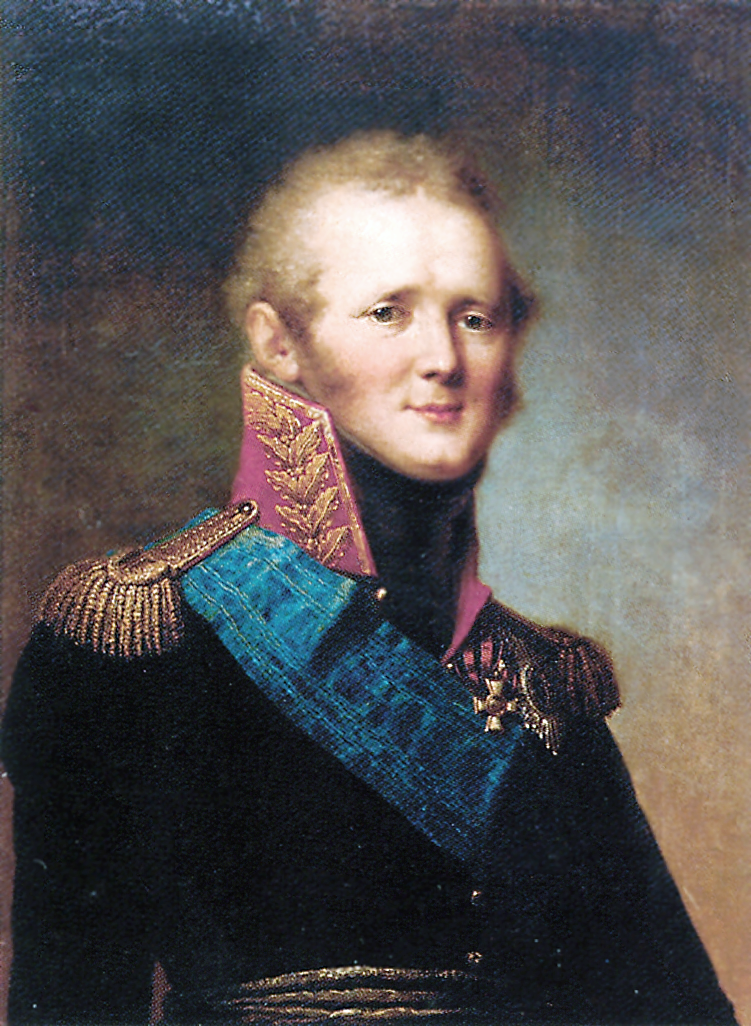
Alejandro I de Rusia
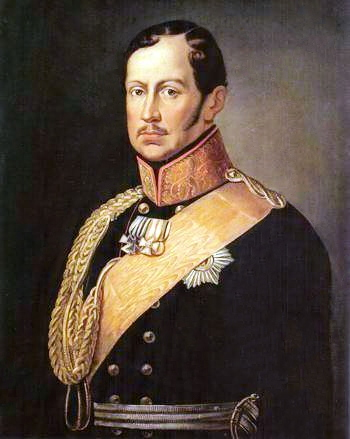
Federico Guillermo III, rey de Prusia
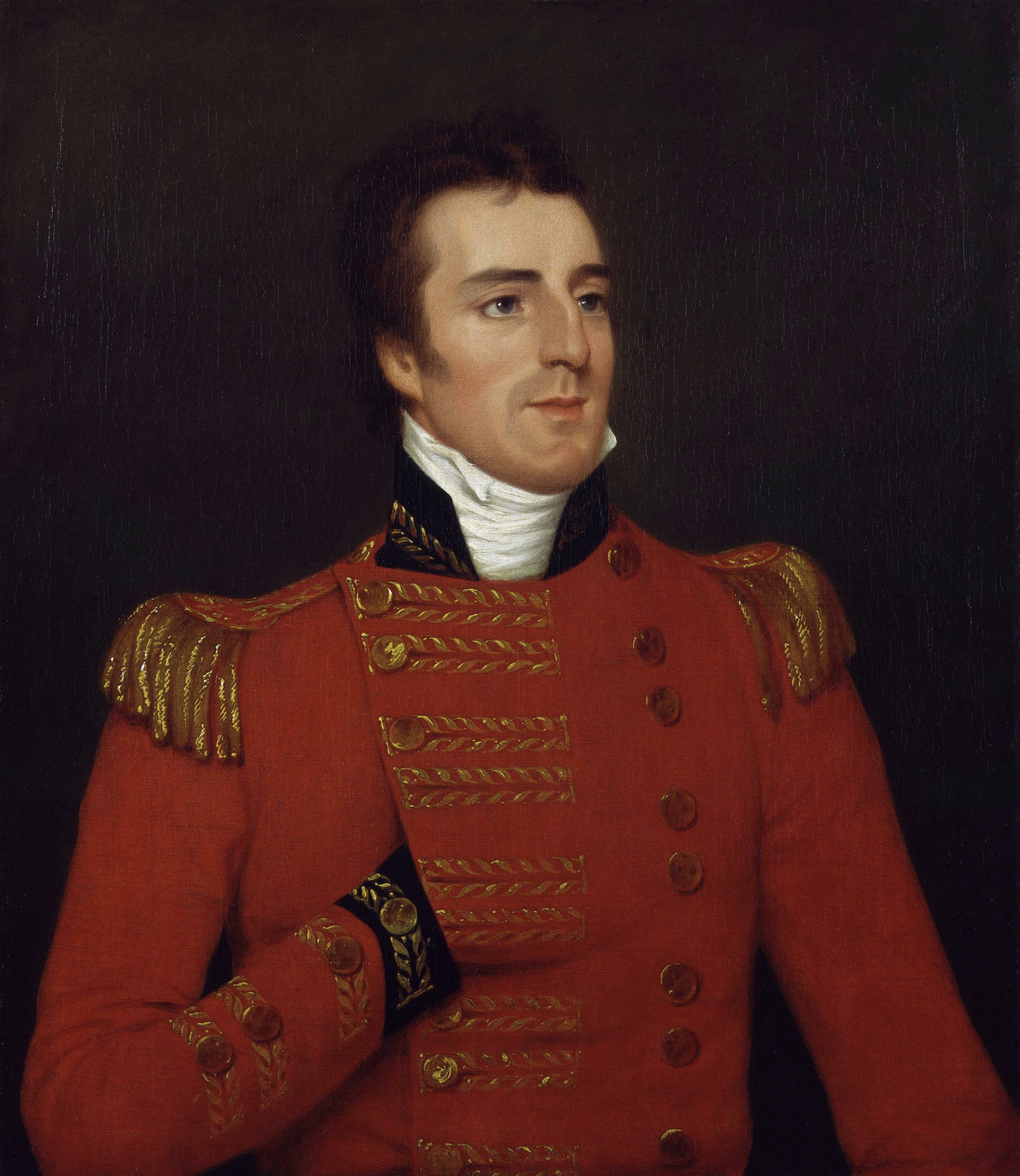
Duque de Wellington
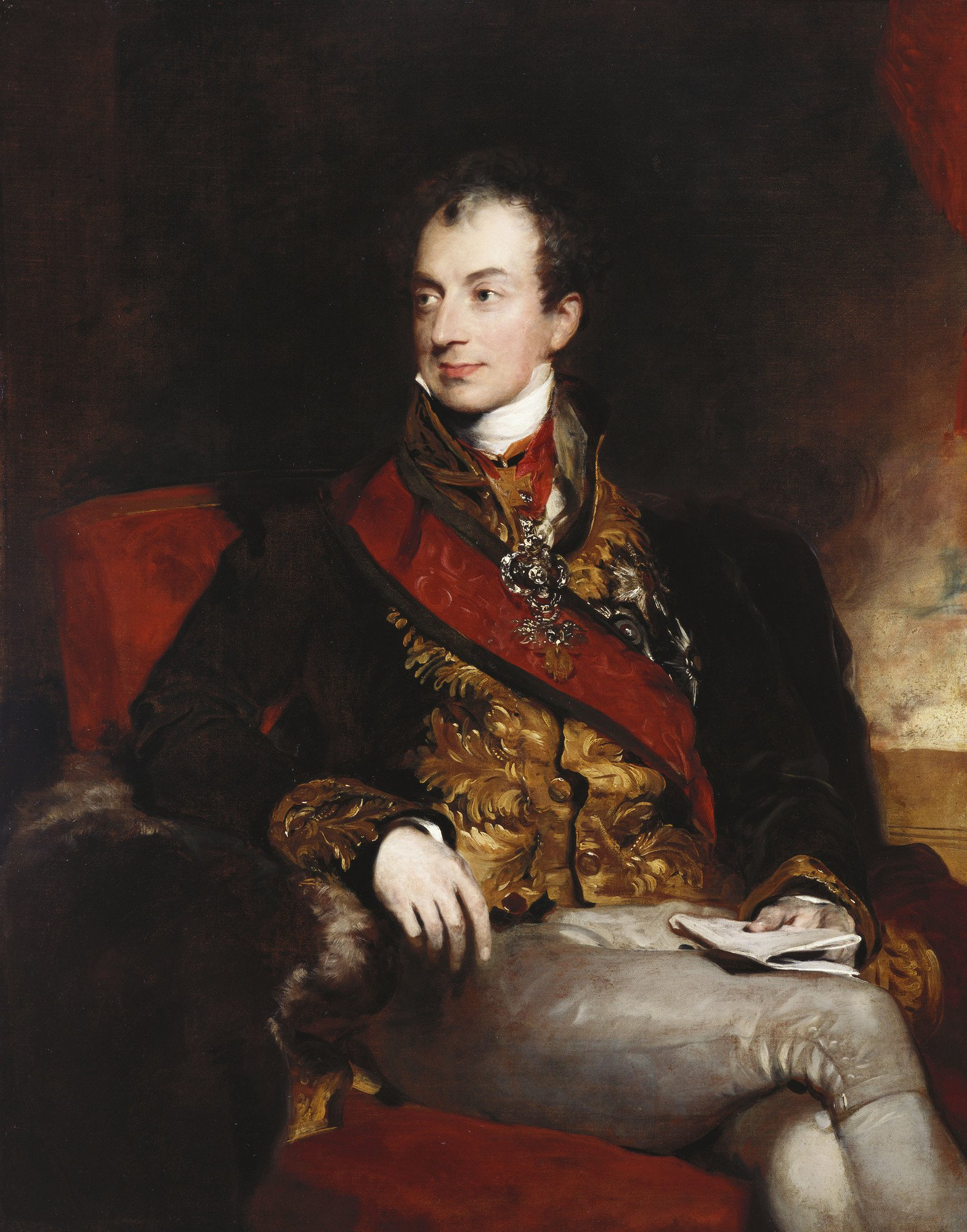
Príncipe Metternich de Austria
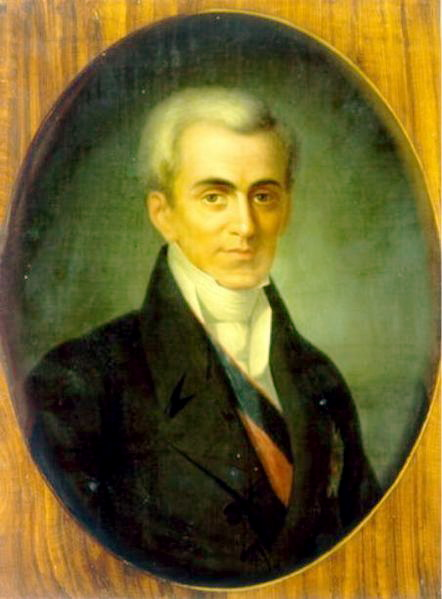
Conde Capo d'Istria de Rusia
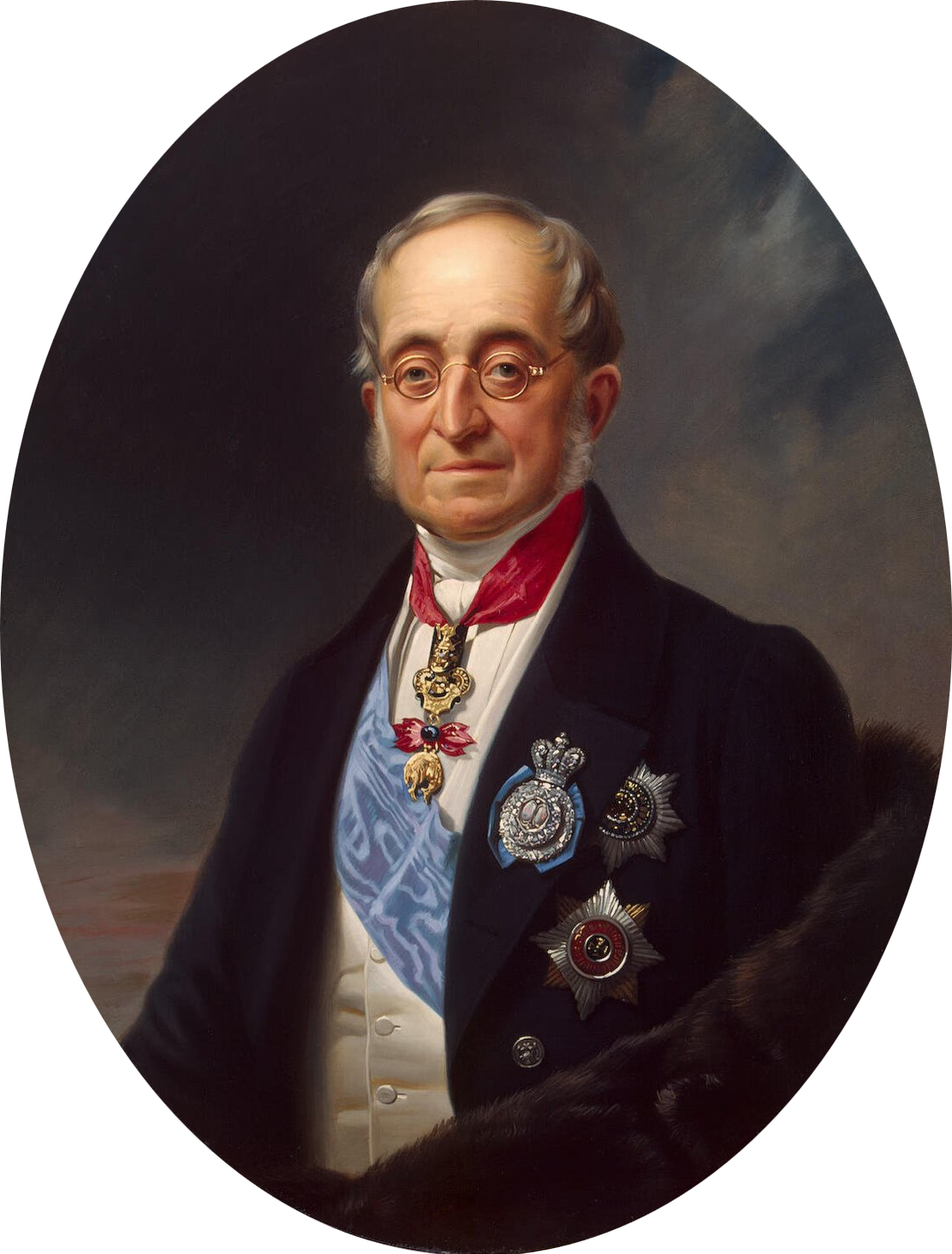
Conde Nesselrode de Rusia
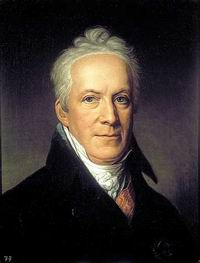
Príncipe Hardenberg de Prusia
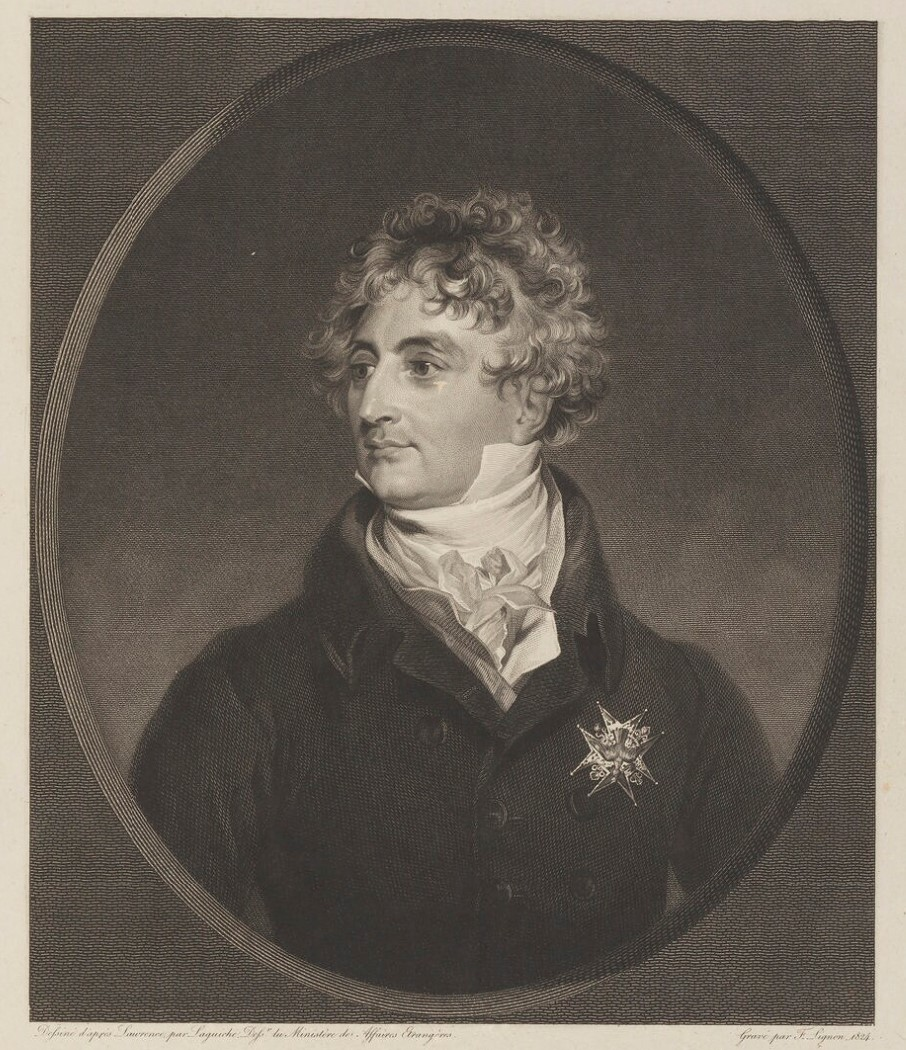
Duque de Richelieu por Francia

## Temas tratados

### Acuerdos diplomáticos
La ocupación terminó formalmente en la conferencia el 30 de septiembre de 1818, así que la evacuación de Francia se acordó en la primera sesión del congreso, y el consiguiente tratado se firmó el 9 de octubre. Para el 30 de noviembre, la evacuación se había completado. Con ello, el objetivo inmediato de la conferencia se cumplió con prontitud y el resto del tiempo del congreso se dedicó principalmente a la discusión de la forma que había de adoptar la alianza europea, y las "medidas militares" que se debían tomar como medida de precaución contra una hipotética revuelta en Francia. Alejandro I propuso el establecimiento de una "unión universal de garantía" sobre la base de la Santa Alianza. Tras mucho debate, la propuesta se vino abajo ante la inflexible oposición de Gran Bretaña.
Financieramente, Francia fue originariamente obligada a pagar 700 millones de francos, en pagos cuatrimestrales cada cinco años. Cuando el Congreso se reunió, París había pagado sus obligaciones puntualmente. Faltaban 332 millones, y Francia se obligó a pagar la suma de 265 millones. De esos, 100 millones de francos serían en forma de bonos franceses que daban interés, y el resto en pagos a través de bancos ingleses. 
El principal logro del Congreso fue terminar definitivamente con las grandes guerras del período de 1792-1815. Terminaron con todas las reclamaciones contra Francia, y aceptaron a Francia como un miembro igual y pleno del Concierto de los Cuatro, que ahora pasaron a ser cinco potencias. Los Cuatro secretamente renovaron la Cuádruple Alianza, pero esto fue una formalidad sin consecuencias. Los Cuatro se fueron alejando año tras año por cuestiones que se referían a Italia, Sudamérica y Grecia.
El principal resultado del congreso fue la firma, el 15 de noviembre, de dos instrumentos:
- Un protocolo secreto para confirmar y renovar la Cuádruple Alianza contra Francia, establecida por los tratados de Chaumont y París (de 20 de noviembre de 1815).
- Una "declaración" pública de la intención de las potencias para mantener su estrecha unión "fortalecida por los lazos de hermandad cristiana",[1] cuyo objetivo era la preservación de la paz sobre la base del respeto de los tratados.

El protocolo secreto fue comunicado de forma confidencial a Richelieu; a la declaración se invitó a Francia a adherirse públicamente.

### Discusiones diversas
El zar de Rusia propuso la formación de una nueva alianza totalmente nueva, para incluir a todos los firmantes de los tratados de Viena, para garantizar la soberanía, la integridad territorial, y la conservación de los gobernantes de todos los miembros de esta nueva coalición. El zar propuso un ejército internacional, con el ruso como su núcleo, para proporcional la debida fuerza de intervención en cualquier país que lo necesitara. Castlereagh, hablando por el Reino Unido, vio esto como un compromiso poco deseable a políticas reaccionarias. Temía la idea de ejércitos rusos marchando por toda Europa para aplastar alzamientos populares. Más aún, admitir a todos los países pequeños, crearían intriga y confusión. El Reino Unido rechazó participar, de manera que la idea fue abandonada.
Los delegados trataron cuestiones que habían quedado sin resolver en la liquidación apresurada del Congreso de Viena y otras cuestiones que habían surgido desde entonces. De estas las más importantes fueron las referentes a la supresión del comercio internacional de esclavos y los piratas de Berbería. En ninguno de los dos casos se llegó a ninguna decisión, debido principalmente a la negativa de los distintos países a las propuestas británicas de un derecho recíproco de búsqueda en altamar y a la objeción del Reino Unido a la acción internacional que habría implicado la presencia de un escuadrón ruso en el Mediterráneo.
En las cuestiones de menor importancia, las decisiones del congreso fueron más unánimes. Así, en el llamamiento urgente del rey de Dinamarca, Carlos XIV de Suecia recibió un requerimiento perentorio de cumplir los términos del tratado de Kiel; de la petición del príncipe elector de Hesse para ser reconocido como rey, que fue rechazado por unanimidad, y se adoptaron medidas para corregir los agravios de los príncipes alemanes mediatizados.
Los temas pendientes más importantes en Alemania, por ejemplo, la sucesión de Baden, que después de varias consideraciones, se aplazó a la conferencia de Fráncfort del Meno.
Además de las anteriores se discutieron una gran variedad de cuestiones, desde el tratamiento de Napoleón en Santa Elena hasta las quejas de la población de Mónaco contra su príncipe y la posición de los judíos en Austria y Prusia. Un intento de introducir el tema de las colonias españolas fue derrotado por la oposición de Gran Bretaña.

## Diplomacia
Ciertas molestias cuestiones de etiqueta diplomática se fijaron de una vez para siempre. (véase rango diplomático y Aquisgrán: Precedencia dilomática de Ministros residentes).

## Valoración
El congreso, que concluyó a finales de noviembre, es de importancia histórica, principalmente porque marca el punto álgido alcanzado en el XIX en el intento de gobernar Europa a través de un comité internacional de las potencias. El estudio detallado de sus actuaciones es muy instructivo y en él se revelan los obstáculos casi insuperables a cualquier sistema diplomático internacional realmente eficaz anterior a la creación de la Liga de las Naciones después de la Primera Guerra Mundial.

## Para saber más
- Bridge, Roy, "Allied Diplomacy in Peacetime: The Failure of the Congress 'System,' 1815-23" en Alan Sked, ed., Europe's Balance of Power, 1815-1848 (1979), pp 34-53.
- Veve, Thomas D. "France and the Allied Occupation, 1816-1818," Consortium on Revolutionary Europe 1750-1850: Proceedings 1990, Vol. 20, p411-416
- Jarrett, Mark (2013). The Congress of Vienna and its Legacy: War and Great Power Diplomacy after Napoleon Account. Londres: I. B. Tauris. ISBN 978-1780761169.

- Esta obra contiene una traducción  derivada de «Congress of Aix-la-Chapelle (1818)» de Wikipedia en inglés, publicada por sus editores bajo la Licencia de documentación libre de GNU y la Licencia Creative Commons Atribución-CompartirIgual 4.0 Internacional.

- Datos: Q300738
- Multimedia: Congress of Aix-la-Chapelle (1818) / Q300738